# 1967年のMLBドラフト
1967年のMLBドラフト（1967 First-Year Player Draft）とは、1967年6月に行われたMLBのアマチュアドラフトである。

## 1巡目指名
|  | = オールスターゲーム選出 |

| 順位 | 選手                     | チーム                         | 守備位置 | 学校                       |
| ---- | ------------------------ | ------------------------------ | -------- | -------------------------- |
| 1    | ロン・ブロムバーグ       | ニューヨーク・ヤンキース       | 一塁手   | ドルイドヒロズ高校         |
| 2    | テリー・ヒューズ         | シカゴ・カブス                 | 遊撃手   | ポール・M・ドーマン高校    |
| 3    | マイク・ヘルマン         | ボストン・レッドソックス       | 投手     | コールドウェル高校         |
| 4    | ジョン・マトラック       | ニューヨーク・メッツ           | 投手     | ヘンダーソン高校           |
| 5    | ジョン・ジョーンズ       | ワシントン・セネタース         | 捕手     | ロレッタ高校               |
| 6    | ジョン・メイベリー       | ヒューストン・アストロズ       | 一塁手   | ノースウェスタン高校       |
| 7    | ブライアン・ビッカートン | オークランド・アスレチックス   | 投手     | サンタナ高校               |
| 8    | ウェイン・シンプソン     | シンシナティ・レッズ           | 投手     | センテニアル高校           |
| 9    | マイク・ナン             | カリフォルニア・エンゼルス     | 捕手     | ベン・L・スミス高校        |
| 10   | テッド・シモンズ         | セントルイス・カージナルス     | 捕手     | サウスフィールド高校       |
| 11   | ジャック・ハイデマン     | クリーブランド・インディアンス | 遊撃手   | ブレナム高校               |
| 12   | アンドリュー・フィンレイ | アトランタ・ブレーブス         | 外野手   | ルーサー・バーバンク高校   |
| 13   | ダン・ヘインズ           | シカゴ・ホワイトソックス       | 三塁手   | ヘッドランド高校           |
| 14   | フィル・マイヤー         | フィラデルフィア・フィリーズ   | 投手     | ピウスＸ高校               |
| 15   | ジム・フォア             | デトロイト・タイガース         | 投手     | マッククルエル高校         |
| 16   | ジョー・グリガス         | ピッツバーグ・パイレーツ       | 外野手   | コイル高校                 |
| 17   | スティーブ・ブライ       | ミネソタ・ツインズ             | 三塁手   | セントエリザベス高校       |
| 18   | デーブ・レーダー         | サンフランシスコ・ジャイアンツ | 捕手     | サウス高校                 |
| 19   | ボビー・グリッチ         | ボルチモア・オリオールズ       | 遊撃手   | ウッドロウ・ウィルソン高校 |
| 20   | ドン・デンボウ           | ロサンゼルス・ドジャース       | 三塁手   | サザン・メソジスト高校     |